# Carlo Rossella
Carlo Rossella (Corteolona, 19 ottobre 1942) è un giornalista e dirigente d'azienda italiano.

## Biografia

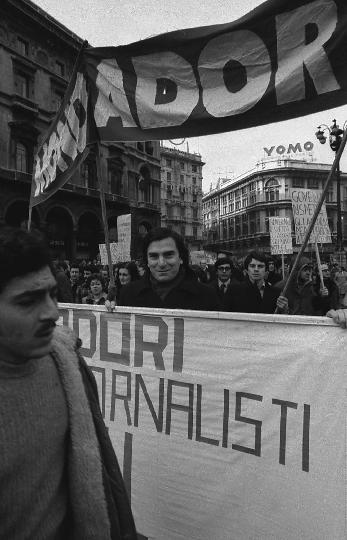
Carlo Rossella durante una manifestazione nel 1974 a Milano.
Foto Adriano Alecchi

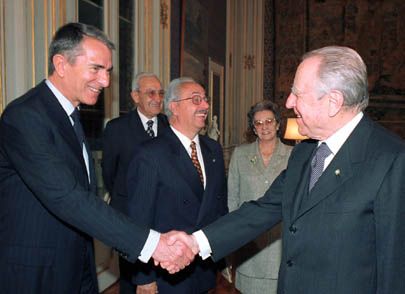
Carlo Rossella con il Presidente della Repubblica Carlo Azeglio Ciampi

Laureato in Economia e commercio, iniziò l'attività giornalistica nel 1969 al quotidiano «La Notte». Due mesi dopo passò alla «Stampa», assunto nella sezione attualità da Alberto Ronchey; successivamente fu assunto al settimanale «Panorama» come inviato di politica e cultura. L'esperienza fu ventennale (1971-91).
In quegli anni era iscritto al Partito Comunista Italiano. Durante il suo lavoro a Panorama si occupò di terrorismo e delle vicende politiche legate all'eurocomunismo. In tale periodo militò in Lotta Continua. Successivamente, nel 1978, dopo aver soggiornato a New York, diventò inviato di politica estera viaggiando in Medio Oriente, in Africa, in America del Sud, e nei paesi dell'est europeo: grazie a queste esperienze ebbe l'incarico di caporedattore agli esteri di Panorama.
Con la caduta del muro di Berlino abbandonò il Partito Comunista. A questo avvenimento seguì una breve direzione della Stampa Sera; successivamente fu nominato vice-direttore vicario di Panorama. Dopo la discesa in politica di Silvio Berlusconi si schierò a suo favore, affermando di provare "profonda ammirazione" per il Cavaliere. Nel 1994 divenne direttore del TG1, nominato da Letizia Moratti, ma nel 1996 fu richiamato da Gianni Agnelli alla direzione de La Stampa. Curò il rinnovamento grafico del giornale di cui rimase direttore fino al 1998, quando si trasferì a Washington come editorialista internazionale dello stesso giornale. Diresse il rotocalco televisivo di Canale 5 Verissimo nel biennio 1999-2000.
Il 5 ottobre 2000 fu nominato direttore responsabile di Panorama, rimanendovi fino al 15 novembre 2004. Nel novembre 2004 sostituì Enrico Mentana alla carica di direttore del TG5. Durante la sua direzione entrò in conflitto con il vicedirettore del TG5 Lamberto Sposini che, in seguito a differenti posizioni sulla rilevanza di una notizia in campagna elettorale, rassegnò le dimissioni commentando di non voler lavorare con lo "scribacchino di Paolo Bonaiuti", cosa che poi smentì. In questo periodo curò anche la rubrica della Posta del cuore sul settimanale Chi. È ideatore della trasmissione di approfondimento politico Terra!, in onda su Canale 5. Nel luglio 2007 venne nominato presidente di Medusa Film, la società di produzione e distribuzione cinematografica del gruppo Fininvest, in procinto di essere trasferita al gruppo Mediaset.
Il 2 luglio lasciò perciò la direzione del TG5 a Clemente Mimun. Rossella collabora con Il Foglio, dove cura la rubrica Alta Società, e con Radio Dimensione Suono, dove conduce la rubrica La storia di Carlo Rossella all'interno delle news delle 12:57 e delle 19:57 incentrata su costume e società.
Ha vinto premi giornalistici come il premio Saint Vincent, il premio Modena, il Premiolino, il premio Ischia per la Tv e il premio giornalistico Casalegno. È autore di 4 pubblicazioni: Miami, Grand Hotel, Tango e Vodka. Nel 2011 gli è stato attribuito il Premio America della Fondazione Italia USA.

## Controversie
- Il 20 dicembre 2001 venne pubblicato su Panorama un articolo di Lino Jannuzzi riguardante un presunto incontro in un hotel di Lugano fra i giudici Ilda Boccassini, Carlos Catresana, Carla Del Ponte ed Elena Ornella Paciotti volto a pianificare l'arresto dell'allora presidente del Consiglio Silvio Berlusconi. Di fronte alle smentite degli interessati e alla richiesta di spiegazioni del comitato di redazione di Panorama[4], Rossella in un editoriale affermò che era dovere di Jannuzzi chiarire le circostanze per le quali era giunto a conoscenza della notizia. Il direttore aggiunse inoltre che, indipendentemente dal fatto che l'incontro tra i giudici fosse avvenuto o meno, a suo giudizio rimaneva il rischio di un possibile uso strumentale della giustizia per fini politici. Per la pubblicazione della notizia Rossella, quale direttore responsabile del giornale, venne condannato il 22 gennaio 2004 dal Tribunale civile di Milano a pagare, in solido con la Mondadori, rispettivamente 100 000 e 150 000 euro a Carla Del Ponte e a Elena Ornella Paciotti. Sempre per la stessa vicenda, il Tribunale civile di Napoli il 20 giugno 2005 condannò la Mondadori e Rossella a risarcire 12 000 Euro a Ilda Boccassini e a pubblicare il testo della sentenza sul giornale[4]. Il comitato di redazione di Panorama, con un comunicato, condannò l'operato di Jannuzzi,in quanto aveva lasciato «un'ombra di discredito sul giornale»[5].
- Nel 2002 fu a un passo dalla presidenza della Rai, ma all'ultimo momento gli fu preferito Antonio Baldassarre: Rossella in seguito sostenne che la sua nomina fu impedita da Gianfranco Fini e Pier Ferdinando Casini[6].
- Nel numero del 12/19 settembre 2002 di Panorama pubblicò la notizia, offerta al giornale per 15 000 euro da un collaboratore dei servizi segreti francesi, che l'Iraq aveva acquistato in via riservata uranio dal Niger[7]. Tale notizia si rivelò poi falsa.
- Il 30 giugno 2015 la Procura di Milano notificò l'avviso di fine indagini a 34 indagati, tra i quali Rossella, accusato di falsa testimonianza in favore di Silvio Berlusconi nell'inchiesta Ruby Ter riguardante le cene di Arcore.[8] Verrà assolto il 15 febbraio 2023 insieme a Berlusconi e agli altri imputati.[9]

Delibere dell'ordine dei giornalisti riguardanti Rossella
- Il 17 febbraio 2003 il Consiglio dell'Ordine dei giornalisti della Lombardia infligge la sanzione della censura[10] a Rossella per aver pubblicato sul n. 42 del 2002 i nomi dei frequentatori di una casa di appuntamento romana. Il consiglio ha ritenuto che Panorama avesse violato la dignità delle persone citate nel servizio giornalistico, scritto da un non giornalista.
- Il 2 maggio 2003 il Consiglio dell'Ordine dei giornalisti della Lombardia assolve Rossella dall'accusa di aver violato le regole deontologiche per aver pubblicato sulla copertina del settimanale (1º agosto 2002) la foto del letto in cui era stato ucciso il bambino di Cogne. Il consiglio ha ritenuto l'insussistenza disciplinare dei fatti, ma ha stigmatizzato la scelta del direttore di Panorama di pubblicare quelle foto.[11]
- Il 22 luglio 2003 il Consiglio dell'Ordine dei giornalisti della Lombardia apre un'istruttoria contro Rossella, per la copertina del n. 20 (del 20 maggio 2003) di Panorama che presentava una foto, ritoccata al computer, di Silvio Berlusconi mentre puntava il dito contro i giudici del processo SME (a differenza delle pagine interne, sulla copertina era stata eliminata parzialmente la calvizie). L'ordine assolve il direttore, pur ritenendo il suo comportamento un atto di piaggeria nei confronti del suo editore.[12]